# Postalveolaire klik
De postalveolaire klik is een groep van kliks die voorkomen in Afrika en het Damin-jargon van Australië. Het symbool in het Internationaal Fonetisch Alfabet voor deze klank is ǃ. Het symbool in X-SAMPA is !\.
De postalveolaire klik kent onder andere de volgende versies:
| IPA          | Omschrijving                                                                   |
| ------------ | ------------------------------------------------------------------------------ |
| [k͡ǃ] or [ǃ͡k] | stemloze velaire (post)alveolaire klik (kan ook ejectief, affricaat enz. zijn) |
| [ɡ͡ǃ] of [ǃ͡ɡ] | stemhebbende velaire (post)alveolaire klik                                     |
| [ŋ͡ǃ] of [ǃ͡ŋ] | nasale velaire (post)alveolaire klik                                           |
| [q͡ǃ] of [ǃ͡q] | stemloze uvulaire (post)alveolaire klik                                        |
| [ɢ͡ǃ] of [ǃ͡ɢ] | stemloze uvulaire (post)alveolaire klik                                        |
| [ɴ͡ǃ] of [ǃ͡ɴ] | nasal uvulaire (post)alveolaire klik                                           |
| [ǃ͡ʔ]         | glottaliseerde (post)alveolaire klik                                           |

## Kenmerken
- De manier van articulatie is een scherpe, plosiefachtige uitstoot van lucht in Zuid-Afrikaanse talen, maar in Hadza en Sandawe heeft het meer weg van een flap.
- De klanken worden geproduceerd met twee articulaties in de mond. Het voorste articulatiepunt is alveolaar of postalveolaar (afhankelijk van de taal) en apicaal. Het achterste punt is velaar of uvulaar.
- Een postalveolaire klik kan zowel oraal als nasaal zijn.
- Het is een centrale medeklinker.
- Het luchtstroommechanisme is velarisch-ingressief.

Deze pagina bevat fonetische informatie in het IPA, die in sommige browsers mogelijk niet correct wordt weergegeven.
Waar symbolen in paren voorkomen, vertegenwoordigt het rechter teken een stemhebbende medeklinker. Gearceerde gebieden bevatten medeklinkers die worden beschouwd als onuitspreekbaar.
Zie ook: IPA, Klinkers